# Wiktor Biały
Wiktor Biały (ps. „Julian”, „Węgliński”, ur. 18 grudnia 1889 w Warszawie, zm. 3 sierpnia 1924 tamże) – polski działacz komunistyczny, ślusarz.

## Życiorys
W 1920 wstąpił do Komunistycznej Partii Robotniczej Polski (KPRP), w 1922 awansował na sekretarza Komitetu Dzielnicowego Warszawa-Powiśle. Od 1923 był członkiem Komitetu Wojewódzkiego KPRP. Działał w warszawskim oddziale klasowego Związku Robotników Przemysłu Metalowego w Polsce. W 1921 został na 2 miesiące aresztowany. We wrześniu 1921 brał udział w kampanii wyborczej do Rady Kasy Chorych miasta Warszawy. Podczas demonstracji pierwszomajowej w 1922 szedł na czele pochodu, niosąc sztandar Komitetu Warszawskiego KPRP. Podczas kampanii wyborczej do Sejmu jesienią 1922 kierował kolportażem komunistycznych druków propagandowych z ramienia Związku Proletariatu Miast i Wsi (ZPMiW). W sierpniu 1923 był współorganizatorem warszawskiej konferencji KPRP, na której został członkiem Komitetu Warszawskiego KPRP. 19 IX-2 X 1923 brał udział w II Zjeździe KPRP w Bołszewie pod Moskwą, po powrocie został kierownikiem warszawskiej techniki partyjnej. Współorganizował strajk powszechny w listopadzie 1923, który sparaliżował pracę większości zakładów przemysłowych Warszawy. Wiosną 1924 kierował organizacją komunistycznego pochodu pierwszomajowego. Był kilkakrotnie zatrzymywany przez policję i osadzany w areszcie, ale z braku dowodów zwalniano go. W dniu 3 sierpnia 1924 w Teatrze Powszechnym zorganizowano wiec poparcia dla strajkującego Zagłębia Dąbrowskiego, podczas tego zgromadzenia udanego zamachu na Wiktora Białego dokonał oddział bojowy PPS, pod dowództwem Rajmunda Jaworowskiego. Pochowany na cmentarzu Bródnowskim w Warszawie (kw. 19A-5-30).

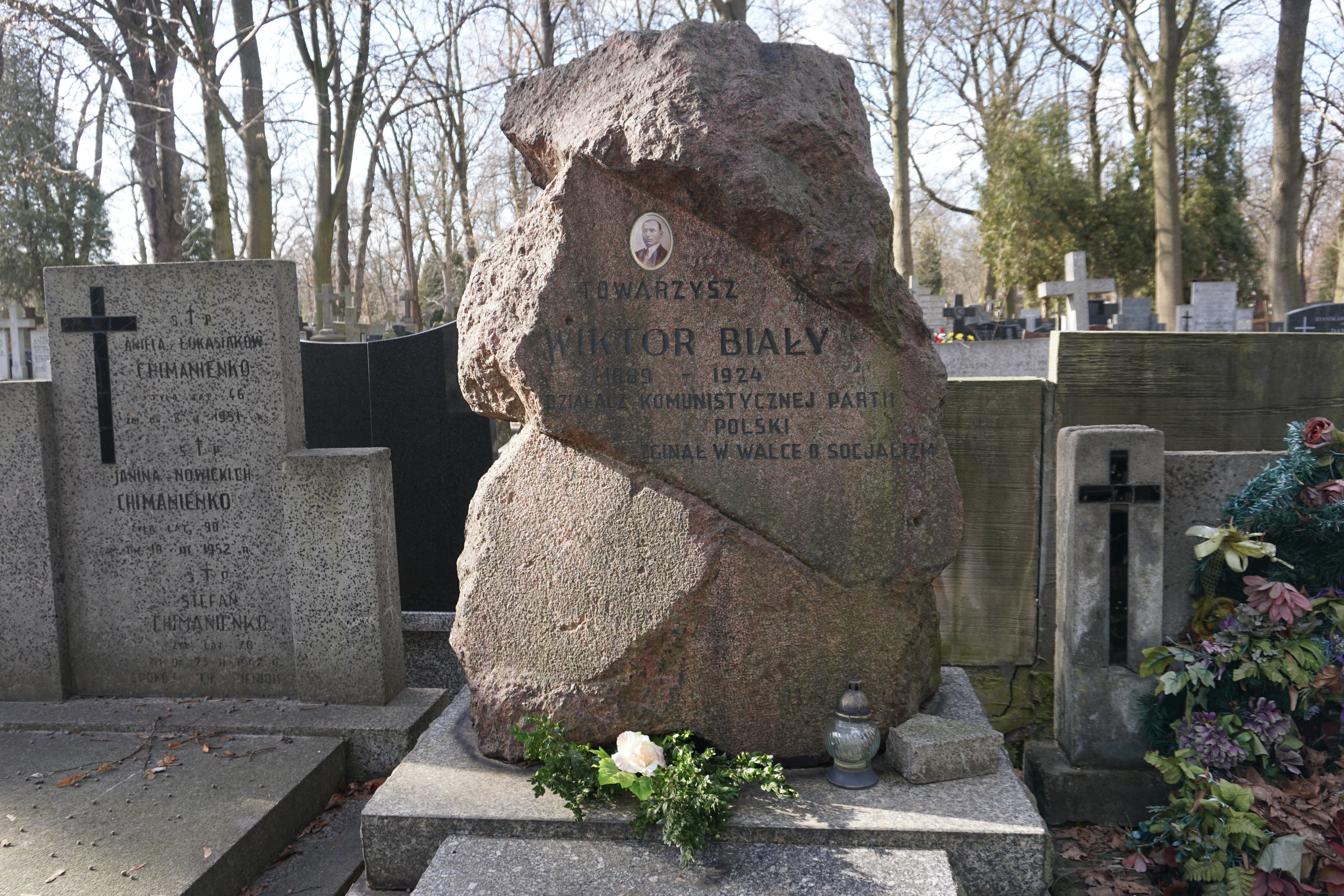
Grób Wiktora Białego na cmentarzu Bródnowskim w Warszawie